# Mixomelia decipiens
Mixomelia decipiens är en fjärilsart som beskrevs av George Francis Hampson 1898. Mixomelia decipiens ingår i släktet Mixomelia och familjen nattflyn. Inga underarter finns listade i Catalogue of Life.